# AutoCont extraliga 2012/2013
AutoCont extraliga 2012/2013 byla 20. ročníkem nejvyšší mužské florbalové soutěže v Česku. V průběhu sezóny se soutěž přejmenovala podle nového sponzora, společnosti AutoCont (dosud Fortuna extraliga).
Soutěž odehrálo 12 týmů systémem dvakrát každý s každým. Prvních osm týmů postoupilo do play-off, ostatní čtyři týmy hrály o udržení (play-down).
Mistrovský titul získal popáté tým 1. SC WOOW Vítkovice, který ve finále porazil tým TJ JM Pedro Perez Chodov. Finálový zápas sledovalo 10 451 diváků, rekord českých klubových soutěží. Pro Chodov to byla první účast ve finále Extraligy, poté, co v semifinále vyřadil mistra předešlé sezóny, Tatran Omlux Střešovice. Pro Tatran to byl první ročník Extraligy, ve kterém se nedostal do finále.
V této sezoně poprvé obdržely nejlepší týmy finanční odměnu.
Nováčkem v této sezoně byl tým AC Sparta Praha Florbal, vítěz 1. ligy v předchozí sezóně. Sparta se vrátila do Extraligy po jedné sezóně v 1. lize. Svoji Extraligovou účast sice neobhájila po prohře v baráži s týmem Sokol Pardubice, ale v soutěži nakonec zůstala díky spojení se zanikajícím týmem SSK Future. Pardubice se vrátily do Extraligy po jedné sezóně v 1. lize.
Po prohře v play-down sestoupil po dvou sezónách v Extralize tým Torpedo Pegres Havířov. Byl v následující sezóně nahrazen vítězem tohoto ročníku 1. ligy, týmem FBC Kladno, který se do Extraligy vrátil po dvou sezónách v 1. lize. Havířov se v další sezóně nepřihlásil ani do 1. ligy a sestoupil tak až do 2. ligy.

## Základní část
| Poř. | Tým                       | Z  | V  | VP | PP | P  | VG  | OG  | B  |
| ---- | ------------------------- | -- | -- | -- | -- | -- | --- | --- | -- |
| 1.   | Tatran Omlux Střešovice   | 22 | 15 | 2  | 1  | 4  | 165 | 89  | 50 |
| 2.   | 1. SC WOOW Vítkovice      | 22 | 15 | 1  | 3  | 3  | 169 | 82  | 50 |
| 3.   | BILLY BOY Mladá Boleslav  | 22 | 15 | 2  | 0  | 5  | 165 | 133 | 49 |
| 4.   | TJ JM Pedro Perez Chodov  | 22 | 14 | 3  | 0  | 5  | 171 | 124 | 48 |
| 5.   | x3m team SSK Future       | 22 | 10 | 2  | 3  | 7  | 119 | 106 | 37 |
| 6.   | Panthers Otrokovice       | 22 | 9  | 2  | 3  | 8  | 115 | 108 | 34 |
| 7.   | FBC ČPP Remedicum Ostrava | 22 | 7  | 5  | 2  | 8  | 112 | 118 | 33 |
| 8.   | itelligence Bulldogs Brno | 22 | 9  | 1  | 3  | 9  | 112 | 119 | 32 |
| 9.   | FbŠ pipni.cz Bohemians    | 22 | 5  | 1  | 2  | 14 | 85  | 141 | 19 |
| 10.  | AC Sparta Praha Florbal   | 22 | 4  | 2  | 1  | 15 | 80  | 124 | 17 |
| 11.  | FBC Liberec               | 22 | 4  | 0  | 2  | 16 | 103 | 179 | 14 |
| 12.  | Torpedo Pegres Havířov    | 22 | 3  | 1  | 2  | 16 | 111 | 184 | 13 |

## Vyřazovací boje

### Pavouk
|  | Čtvrtfinále (na zápasy)   | Čtvrtfinále (na zápasy)  |                         |   | Semifinále (na zápasy) | Semifinále (na zápasy) |  |  | Superfinále (skóre) | Superfinále (skóre) |
|  |                           |                          |                         |   |                        |                        |  |  |                     |                     |
|  |                           |                          |                         |   |                        |                        |  |  |                     |                     |
|  | 1. SC WOOW Vítkovice      | 4                        |                         |   |                        |                        |  |  |                     |                     |
|  | 1. SC WOOW Vítkovice      | 4                        |                         |   |                        |                        |  |  |                     |                     |
|  | itelligence Bulldogs Brno | 0                        |                         |   |                        |                        |  |  |                     |                     |
|  | itelligence Bulldogs Brno | 0                        | 1. SC WOOW Vítkovice    | 4 |                        |                        |  |  |                     |                     |
|  |                           |                          | 1. SC WOOW Vítkovice    | 4 |                        |                        |  |  |                     |                     |
|  |                           | BILLY BOY Mladá Boleslav | 2                       |   |                        |                        |  |  |                     |                     |
|  | BILLY BOY Mladá Boleslav  | BILLY BOY Mladá Boleslav | 2                       | 4 |                        |                        |  |  |                     |                     |
|  | BILLY BOY Mladá Boleslav  |                          |                         | 4 |                        |                        |  |  |                     |                     |
|  | Panthers Otrokovice       | 1                        |                         |   |                        |                        |  |  |                     |                     |
|  | Panthers Otrokovice       | 1                        | 1. SC WOOW Vítkovice    | 4 |                        |                        |  |  |                     |                     |
|  |                           |                          | 1. SC WOOW Vítkovice    | 4 |                        |                        |  |  |                     |                     |
|  |                           | TJ JM Pedro Perez Chodov | 3                       |   |                        |                        |  |  |                     |                     |
|  | Tatran Omlux Střešovice   | TJ JM Pedro Perez Chodov | 3                       | 4 |                        |                        |  |  |                     |                     |
|  | Tatran Omlux Střešovice   |                          |                         | 4 |                        |                        |  |  |                     |                     |
|  | x3m team SSK Future       | 0                        |                         |   |                        |                        |  |  |                     |                     |
|  | x3m team SSK Future       | 0                        | Tatran Omlux Střešovice | 2 |                        |                        |  |  |                     |                     |
|  |                           |                          | Tatran Omlux Střešovice | 2 |                        |                        |  |  |                     |                     |
|  |                           | TJ JM Pedro Perez Chodov | 4                       |   |                        |                        |  |  |                     |                     |
|  | TJ JM Pedro Perez Chodov  | TJ JM Pedro Perez Chodov | 4                       | 4 |                        |                        |  |  |                     |                     |
|  | TJ JM Pedro Perez Chodov  |                          |                         | 4 |                        |                        |  |  |                     |                     |
|  | FBC ČPP Remedicum Ostrava | 0                        |                         |   |                        |                        |  |  |                     |                     |
|  | FBC ČPP Remedicum Ostrava | 0                        |                         |   |                        |                        |  |  |                     |                     |

První tři týmy si postupně zvolily soupeře pro čtvrtfinále z druhé čtveřice.
Hrálo se na čtyři vítězství. O třetí místo se nehrálo. Získal ho poražený semifinalista, který měl po základní části lepší umístění.

### Čtvrtfinále
Tatran Omlux Střešovice – x3m team SSK Future 4 : 0 na zápasy – Zpráva
- 19. 3. 2013 18:30, Tatran – Future 8 : 7p (3:1, 3:2, 1:4, 1:0)
- 10. 3. 2013 18:30, Tatran – Future 7 : 50 (3:3, 2:1, 2:1)
- 16. 3. 2013 17:00, Future – Tatran 4 : 5p (2:1, 1:1, 1:2, 0:1)
- 17. 3. 2013 14:50, Future – Tatran 4 : 10 (0:2, 2:5, 2:3)

1. SC WOOW Vítkovice – itelligence Bulldogs Brno 4 : 0 na zápasy – Zpráva
- 19. 3. 2013 19:15, Vítkovice – Bulldogs 12 : 3 (3:0, 5:1, 4:2)
- 10. 3. 2013 17:15, Vítkovice – Bulldogs 16 : 0 (3:0, 1:0, 2:0)
- 16. 3. 2013 20:00, Bulldogs – Vítkovice 13 : 4 (1:2, 0:0, 2:2)
- 17. 3. 2013 17:00, Bulldogs – Vítkovice 12 : 3p (0:1, 1:0, 1:1, 0:1)

TJ JM Pedro Perez Chodov – FBC ČPP Remedicum Ostrava 4 : 0 na zápasy – Zpráva
- 19. 3. 2013 17:00, Chodov – Ostrava 10 : 5 (1:0, 5:1, 4:4)
- 10. 3. 2013 17:00, Chodov – Ostrava 19 : 2 (5:1, 2:0, 2:1)
- 16. 3. 2013 20:00, Ostrava – Chodov 12 : 3 (1:1, 1:1, 0:1)
- 17. 3. 2013 18:00, Ostrava – Chodov 12 : 9 (1:4, 1:2, 0:3)

BILLY BOY Mladá Boleslav – Panthers Otrokovice 4 : 1 na zápasy – Zpráva
- 16. 3. 2013 17:30, Boleslav – Otrokovice 6 : 5p (1:1, 4:2, 0:2, 1:0)
- 19. 3. 2013 20:30, Boleslav – Otrokovice 5 : 6p (3:2, 1:0, 1:3, 0:1)
- 16. 3. 2013 20:30, Otrokovice – Boleslav 4 : 8 (1:2, 2:5, 1:1)
- 17. 3. 2013 17:00, Otrokovice – Boleslav 3 : 4p (1:0, 1:0, 1:3, 0:1)
- 19. 3. 2013 20:00, Boleslav – Otrokovice 9 : 8 (3:2, 2:3, 4:3)

### Semifinále
Tatran Omlux Střešovice – TJ JM Pedro Perez Chodov 2 : 4 na zápasy – Zpráva
- 30. 3. 2013 15:00, Tatran – Chodov 17 : 2 (2:1, 2:0, 3:1)
- 31. 3. 2013 17:00, Tatran – Chodov 16 : 5 (4:1, 0:1, 1:3, prod. 1:0)
- 05. 4. 2013 18:00, Chodov – Tatran 10 : 4 (1:1, 6:1, 3:2)
- 06. 4. 2013 18:50, Chodov – Tatran 19 : 5 (2:2, 0:1, 7:2)
- 09. 4. 2013 19:00, Tatran – Chodov 14 : 5 (2:2, 2:1, 0:1, 0:0, na trest. tř.)
- 11. 4. 2013 19:00, Chodov – Tatran 15 : 4 (0:1, 3:2, 2:1)

1. SC WOOW Vítkovice – BILLY BOY Mladá Boleslav 4 : 2 na zápasy – Zpráva
- 31. 3. 2013 19:20, Vítkovice – Boleslav 5 : 7 (1:3, 1:1, 3:3)
- 01. 4. 2013 15:10, Vítkovice – Boleslav 8 : 7 (1:2, 4:2, 2:3, prod. 1:0)
- 06. 4. 2013 19:00, Boleslav – Vítkovice 5 : 3 (1:1, 2:0, 2:2)
- 07. 4. 2013 19:15, Boleslav – Vítkovice 5 : 8 (1:2, 2:3, 2:3)
- 09. 4. 2013 18:15, Vítkovice – Boleslav 4 : 3 (2:0, 1:2, 1:1)
- 11. 4. 2013 20:00, Boleslav – Vítkovice 5 : 8 (0:2, 2:3, 3:3)

### Superfinále
O mistru extraligy se rozhodlo v tzv. Superfinále, jediném utkání, které se odehrálo 20. dubna 2013 v O2 areně v Praze.
- 20. 4. 2013 18:00, 1. SC WOOW Vítkovice – TJ JM Pedro Perez Chodov 4 : 3 (2:0, 2:2, 0:1)[3][22] – Zpráva

### Konečné pořadí
| Pořadí           | Tým                       |
| ---------------- | ------------------------- |
| Zlatá medaile    | 1. SC WOOW Vítkovice      |
| Stříbrná medaile | TJ JM Pedro Perez Chodov  |
| Bronzová medaile | Tatran Omlux Střešovice   |
| 4.               | BILLY BOY Mladá Boleslav  |
| 5.               | x3m team SSK Future       |
| 6.               | Panthers Otrokovice       |
| 7.               | FBC ČPP Remedicum Ostrava |
| 8.               | itelligence Bulldogs Brno |

## Boje o sestup
Hrálo se na tři vítězství.

### Pavouk
|  | 1. kolo (na zápasy)     | 1. kolo (na zápasy)    |                         |   | 2. kolo (na zápasy) | 2. kolo (na zápasy) |
|  |                         |                        |                         |   |                     |                     |
|  |                         |                        |                         |   |                     |                     |
|  | AC Sparta Praha Florbal | 2                      |                         |   |                     |                     |
|  | AC Sparta Praha Florbal | 2                      |                         |   |                     |                     |
|  | FBC Liberec             | 3                      |                         |   |                     |                     |
|  | FBC Liberec             | 3                      | AC Sparta Praha Florbal | 3 |                     |                     |
|  |                         |                        | AC Sparta Praha Florbal | 3 |                     |                     |
|  |                         | Torpedo Pegres Havířov | 0                       |   |                     |                     |
|  | FbŠ pipni.cz Bohemians  | Torpedo Pegres Havířov | 0                       | 3 |                     |                     |
|  | FbŠ pipni.cz Bohemians  |                        |                         | 3 |                     |                     |
|  | Torpedo Pegres Havířov  | 0                      |                         |   |                     |                     |

### 1. kolo
AC Sparta Praha Florbal – FBC Liberec 2 : 3 na zápasy – Zpráva
- 16. 3. 2013 20:30, Sparta – Liberec 3 : 5 (1:1, 1:0, 1:4)
- 17. 3. 2013 20:30, Sparta – Liberec 3 : 4 (0:3, 1:0, 2:0, prod. 0:1)
- 23. 3. 2013 20:00, Liberec – Sparta 4 : 5 (2:3, 0:2, 2:0)
- 24. 3. 2013 18:00, Liberec – Sparta 4 : 5 (1:1, 2:1, 1:3)
- 27. 3. 2013 20:00, Sparta – Liberec 1 : 3 (0:0, 1:2, 0:1)

FbŠ pipni.cz Bohemians – Torpedo Pegres Havířov 3 : 0 na zápasy – Zpráva
- 16. 3. 2013 18:00, Bohemians – Havířov 6 : 5 (1:0, 4:1, 1:4)
- 17. 3. 2013 17:00, Bohemians – Havířov 7 : 1 (1:0, 2:1, 4:0)
- 23. 3. 2013 14:30, Havířov – Bohemians 4 : 5 (0:1, 1:3, 3:1)

### 2. kolo
AC Sparta Praha Florbal – Torpedo Pegres Havířov 3 : 0 na zápasy – Zpráva
- 30. 3. 2013 18:00, Sparta – Havířov 18 : 4 (1:1, 2:1, 5:2)
- 31. 3. 2013 11:30, Sparta – Havířov 12 : 7 (5:2, 3:3, 4:2)
- 06. 4. 2013 18:00, Havířov – Sparta 11 : 7 (0:1, 0:2, 1:4)

Torpedo Havířov sestoupilo do 1. ligy a Sparta Praha hrála baráž.

### Baráž
Hrál vítěz 2. kola s poraženým finalistou tohoto ročníku 1. ligy.
AC Sparta Praha Florbal – Sokol Pardubice 2 : 3 na zápasy – Zpráva
- 21. 4. 2013 19:30, Sparta – Pardubice 2 : 3 (0:0, 1:2, 1:0, 0:1 prodl.)
- 27. 4. 2013 20:00, Pardubice – Sparta 4 : 5 (3:1, 1:2, 0:2)
- 28. 4. 2013 19:00, Pardubice – Sparta 3 : 2 (1:0, 1:1, 1:1)
- 04. 5. 2013 17:00, Sparta – Pardubice 7 : 3 (0:1, 3:2, 4:0)
- 05. 5. 2013 17:00, Sparta – Pardubice 1 : 3 (0:0, 1:1, 0:2)

### Konečné pořadí
| Poř. | Tým                     | Poznámka |
| ---- | ----------------------- | --- |
| 9.   | FbŠ pipni.cz Bohemians  | Zůstává v Extralize |
| 10.  | FBC Liberec             | Zůstává v Extralize |
| 11.  | AC Sparta Praha Florbal | Po baráži postoupil do Extraligy tým Sokol Pardubice. – Sparta si zajistila setrvání v Extralize spojením s SSK Future. |
| 12.  | Torpedo Pegres Havířov  | Přímý sestup |

## Nejužitečnější hráči
Nejužitečnějšími hráči Extraligy byli zvoleni:
1. Patrik Suchánek (1. SC WOOW Vítkovice)
2. Martin Richter (Tatran Omlux Střešovice)
3. Petr Novotný (BILLY BOY Mladá Boleslav)